# Gedenknaald Scheveningen

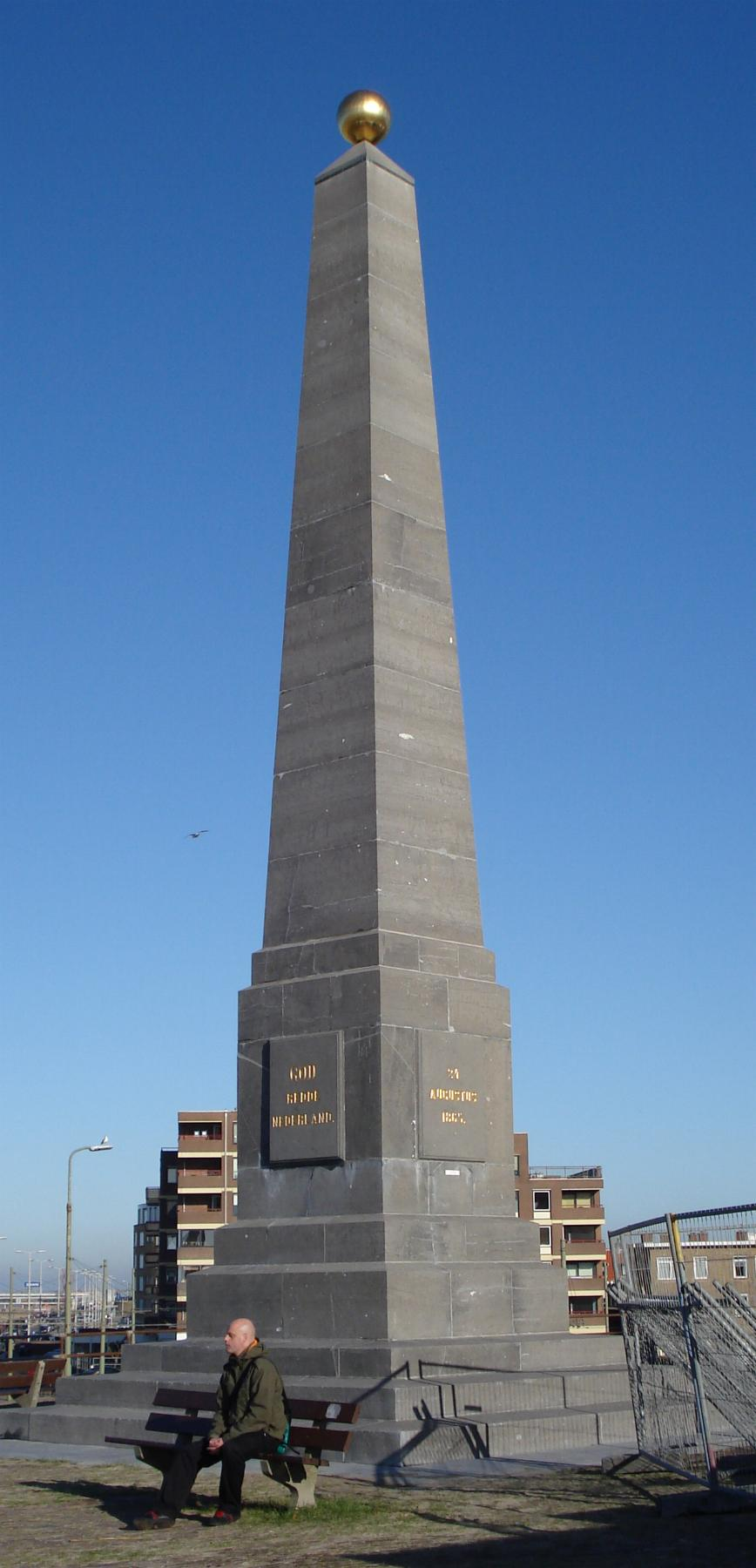

De Gedenknaald in Scheveningen is een monument dat herinnert aan het vertrek van prins Willem V in 1795 en de aankomst te Scheveningen van Willem I Frederik op 30 november 1813.
Het initiatief tot het oprichten van een monument werd in 1863 genomen door koning Willem III. Zijn oom prins Frederik  werd voorzitter van een commissie die de koning instelde om een nationaal gedenkteken te bedenken, gewijd aan het herstel van Nederlands onafhankelijkheid.

## Onthulling
Op 24 augustus 1865, de verjaardag van koning Willem I, werd de gedenknaald onthuld. Prins Frederik hield daarbij een toespraak en wethouder mr H. baron Collot d'Escury, waarnemend burgemeester, nam het monument vervolgens namens de gemeente in ontvangst. De plechtigheid werd ook bijgewoond door koningin Sophia, kroonprins Willem, prins Alexander en prins Hendrik.
Het monument is een rijksmonument. Het werd ontworpen door architect Arend Roodenburg en gemaakt door steenhouwers P J Devillers & Co. In 2003 werd het monument gerestaureerd.

## Plein 1813
In 1863 werd ter herdenking van bovengenoemde landing door Willem III de eerste steen gelegd voor de oprichting van het Plein 1813. Het werd zes jaar later door prins Frederik onthuld. 

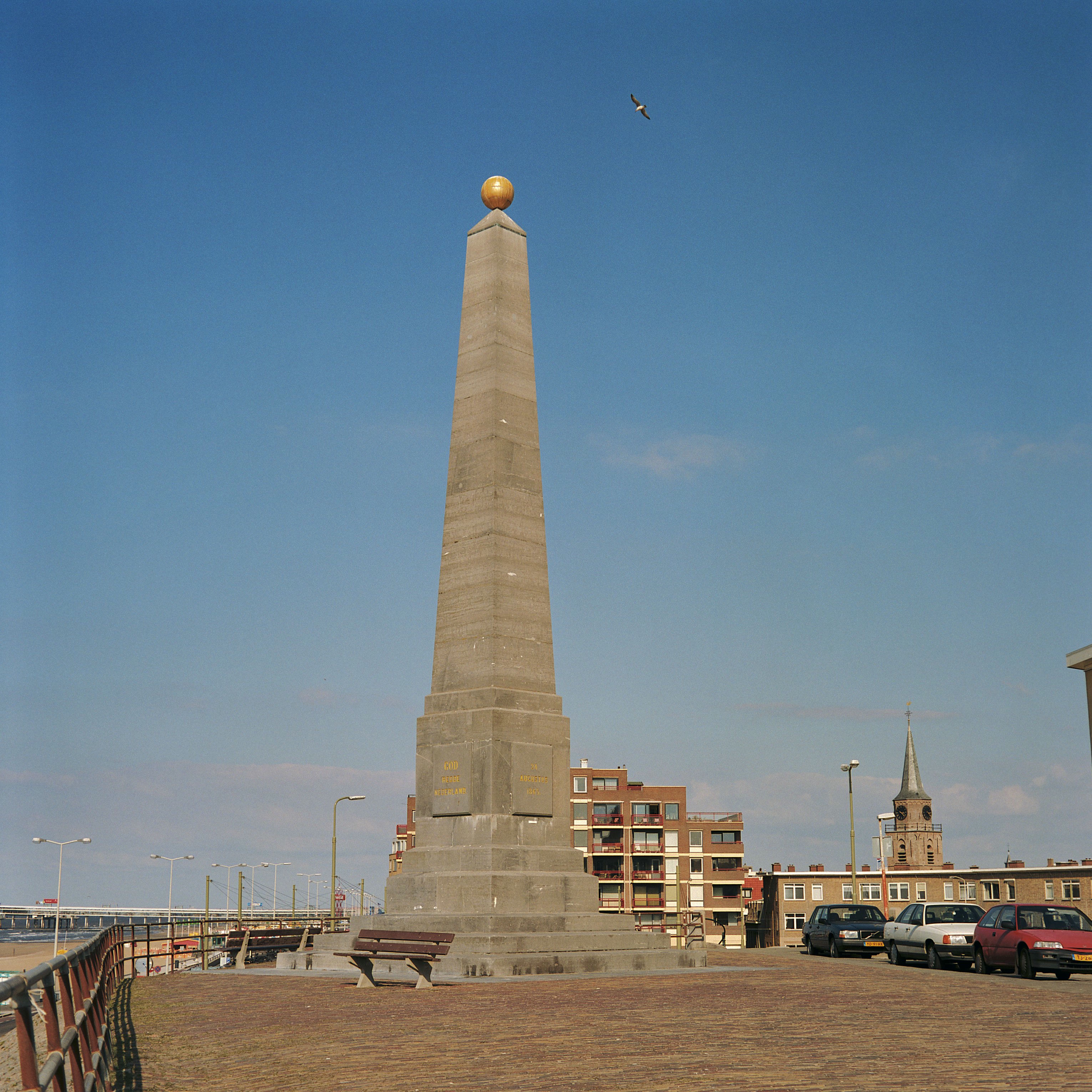
Restauratie 2003
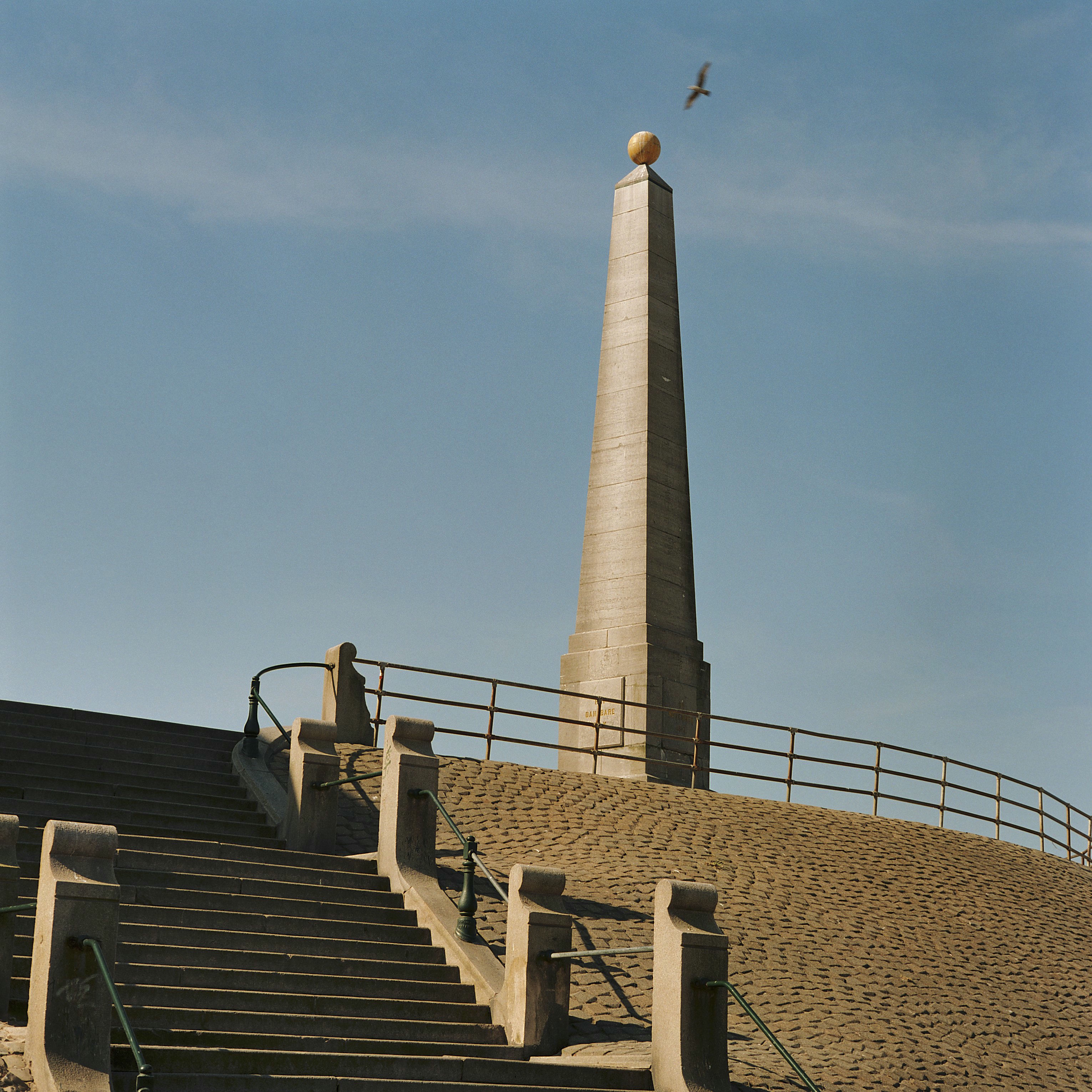
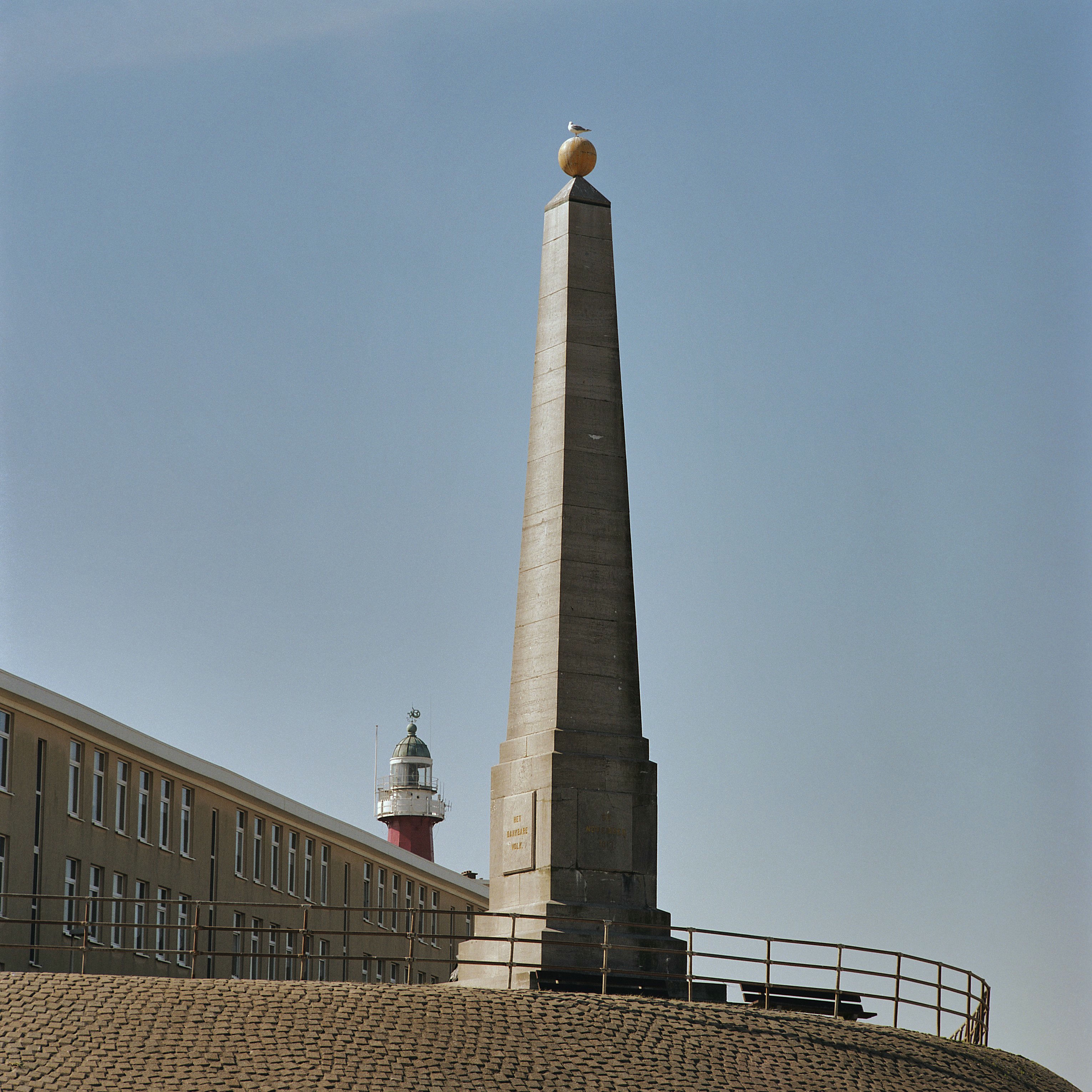